# مجموعة دبي
مجموعة دبي هي شركة استثمارية يقع مقرها في دولة الإمارات العربية المتحدة، وهي شركة تابعة لشركة دبي القابضة. تأسست الشركة في عام 2000 كمكتب للاستثمار وتم تغيير اسمها إلى مجموعة دبي في عام 2005. من خلال شركاتها، تركز المجموعة على الخدمات المصرفية والاستثمارات والتأمين في دولة الإمارات العربية المتحدة والعالم.
وتتكون المجموعة من ثلاث شركات ولكل منها مركز تنسيق خاص بها:
- مجموعة دبي للاستثمار
- مجموعة دبي المصرفية
- مجموعة نور للاستثمار